# Infiniti EX35
O EX35 foi um utilitário esportivo de porte médio da Infiniti.